# System Neustart
System Neustart ist ein Roman von William Gibson. Er beschließt die Bigend-Trilogie um Hubertus Bigend, der bereits in Mustererkennung aufgetaucht ist, sowie Hollis Henry und Milgrim aus Quellcode. Es handelt sich um einen Wirtschafts-Thriller, der im gegenwärtigen London und Paris spielt.

## Handlung
Nach Beendigung eines Mode-Spionageauftrags in South Carolina wird Milgrim von Hubertus Bigend nach London beordert, um zusammen mit Hollis Henry nach dem Designer der Geheimmarke Gabriel Hounds zu suchen. Bigends aktuelles Interesse gilt dem Modemarkt, insbesondere dem Zusammenspiel zwischen Arbeits-, Straßen- und Militärbekleidung. Er hofft, mit dem Gabriel Hounds-Design lukrative Militäraufträge an Land zu ziehen.
Die Suche führt Hollis und Milgrim zunächst nach Paris, wo sie sich unerwarteter Verfolgung ausgesetzt sehen. Es stellt sich heraus, dass Bigend mit dem Ex-Militär Michael Preston Gracie einen aggressiven Konkurrenten hat, dessen kriminelle Vergangenheit die DCIS-Agentin Winnie Tung Whitaker auf den Plan ruft. Milgrim agiert fortan in Absprache mit Bigend als Doppelagent, während sich einige andere Mitarbeiter Bigends auf Gracies Seite schlagen.
Kurz vor dem finalen Showdown tritt Hollis’ verschollener Freund Garreth auf den Plan. Ihm gelingt es, Bigend für seine undurchsichtigen Machenschaften abzustrafen, während er ihm gleichzeitig durch spektakuläres strategisches Vorgehen bei einem Geiselaustausch inmitten von London, dem Milgrim zum Opfer hätte fallen sollen, das Geschäft rettet.

## Hauptfiguren
- Hollis Henry war eine berühmte Sängerin in der Rockband The Curfew. durch den Börsencrash hat sie einen großen Teil ihres Vermögens verloren, weshalb sie nun als Journalistin arbeitet und sich zusätzlich gezwungen sieht, Aufträge von Hubertus Bigend anzunehmen. Obwohl ihr die Arbeit für den Marketingmogul zuwider ist, schafft sie es dennoch nicht zu kündigen. Die Hintergrundgeschichte der Hounds-Designerin bewegt sie allerdings, sich seinem Willen zu widersetzen. Sie befindet sich in einer zerfahrenen Beziehung mit dem Extremsportler und Aktivisten Garreth.

- Milgrim – ein Ex-Junkie, der dank Hubertus Bigend zum ersten Mal seit einem Jahrzehnt clean ist. Als Russisch-Übersetzer mit einem außergewöhnlichen Blick für Details und Sensibilität gegenüber seiner Umgebung hat Milgrim Bigends Interesse geweckt. Zu Anfang eine unscheinbare Person, durchlebt er im Roman die größte Entwicklung, die in einer Beziehung mit der charismatischen Kurierfahrerin Fiona gipfelt.

- Hubertus Bigend ist der Gründer der Marketing-Agentur Blue Ant. Er ist ein egozentrischer, undurchsichtiger Magnat anglo-belgischer Herkunft. Bigend ist das Bindeglied sowohl zwischen sämtlichen Figuren als auch zwischen den Teilen der Trilogie.

## Deutung
Der Roman repräsentiert Gibsons Antwort auf den Kulturkapitalismus des 21. Jahrhunderts. Die stupide Überflutung mit Marken und Produkten, das ständige Profitstreben des Kapitalismus führen zur Abstumpfung der Menschen gegenüber Krieg und Leid, einzig geht es den Protagonisten des Romans, um eine möglichst effektive Vermarktung des Militärs.
Zudem kritisiert er das Ködern von Rekruten über modische Kleidung, eingängige Slogans oder mitreißende Melodien satirisch scharf.